# Gustavo Mazè de la Roche
Le comte Gustavo Mazè de la Roche (Turin, le 27 juillet 1824 - Turin, le 29 mars 1886) est un général et un homme politique italien.

## Biographie
Gustavo Mazè de la Roche suit une formation militaire l'académie militaire de Turin d'avril 1834 à 1844.
Gustavo Mazè de la Roche est sénateur du royaume d'Italie au cours de la XIIIe législature.
Il est le commandant d'une des divisions du corps d'observation de l'Italie centrale lors des préparatifs de la prise de Rome en 1870.
Il est ministre de la guerre du royaume d'Italie au sein du gouvernement Depretis III.
Il décède le 29 mars 1886 des suites d'une chute à cheval.

### Promotions militaires
- Sous-lieutenant (Sottotenente) (Royaume de Sardaigne) (12 septembre 1843)
- Lieutenant (Tenente) (Royaume de Sardaigne) (27 août 1844)
- Capitaine (Capitano) (Royaume de Sardaigne) (14 octobre 1848)
- Major (Maggiore) (Royaume de Sardaigne) (21 février 1856)
- Lieutenant-colonel (Tenente colonnello) (Royaume de Sardaigne) (23 février 1860).
- Colonel (Colonnello) (11 avril 1861)
- Général de division (Maggiore generale) (20 septembre 1863)
- Lieutenant général (Tenente generale) (30 décembre 1871-24 juillet 1879. Placement à disposition)

### Fonctions et titres
- Membre du Comité des armes de ligne (18 avril 1872) (4 décembre 1873) (28 décembre 1874)
- Membre du Conseil de l'ordre militaire de Savoie (11 juillet 1877)
- Adjudant général honoraire de Sa Majesté le roi (5 mars 1882)

## Décorations

### Décorations italiennes
- Grand officier de l'ordre des Saints-Maurice-et-Lazare
- Grand officier de l'ordre de la Couronne d'Italie
- Médaille d'argent de la valeur militaire (2 attributions)
- Médaille commémorative des campagnes des guerres d'indépendance (7 barrettes)
- Médaille commémorative de l'unification de l'Italie

### Décorations étrangères
- Chevalier de l'ordre national de la Légion d'honneur (France)
- Médaille britannique de la guerre de Crimée (Royaume-Uni)
- Médaille commémorative de la campagne d'Italie de 1859